# Balázs Bacskai
Imre Balázs Bacskai (ur. 29 stycznia 1988 w Budapeszcie) – węgierski bokser, mistrz Europy w wadze półśredniej z 2010 roku, olimpijczyk.

## Kariera w boksie amatorskim
Zdobył brązowy medal w wadze piórkowej (do 57 kg) na mistrzostwach Europy kadetów w 2003 w Kownie. Zwyciężył w kategorii lekkopółśredniej (do 64 kg) na mistrzostwach Unii Europejskiej juniorów w 2006 w Rzymie, a następnie na mistrzostwach świata juniorów w 2006 w Agadirze.
Startując w kategorii seniorów zdobył złoty medal mistrzostw Unii Europejskiej w 2009 w Odense w wadze półśredniej (do 69 kg). Na mistrzostwach świata w 2009 w Mediolanie wygrał dwie walki, a w trzeciej pokonał go Andriej Zamkowoj z Rosji.
Zwyciężył w wadze półśredniej na mistrzostwach Europy w 2010 w Moskwie, wygrywając m.in. z Tarasem Szełestiukiem z Ukrainy w półfinale i z Alexisem Vastine z Francji w finale. Odpadł w 1/8 finału na następnych mistrzostwach Europy w 2011 w Ankarze przegrywając z Adrianim Vastine z Francji. Również na mistrzostwach świata w 2011 w Baku odpadł w 1/8 finału po przegranej z Errolem Spence ze Stanów Zjednoczonych. Przegrał pierwszą walkę na mistrzostwach Europy w 2013 w Mińsku. Na mistrzostwach świata w 2013 w Ałmaty pokonał go w drugim pojedynku Gabriel Maestre z Wenezueli.
Zdobył brązowy medal w wadze średniej (do 75 kg) na mistrzostwach Unii Europejskiej w 2014 w Sofii. Na mistrzostwach Europy w 2015 w Samokowie ponownie startował w wadze półśredniej. Przegrał drugą walkę z późniejszym mistrzem Eimantasem Stanionisem z Litwy.
Wystąpił na igrzyskach olimpijskich w Rio de Janeiro w kategorii półśredniej. Pierwszą walkę przegrał z późniejszym brązowym medalistą Souleymanem Cissokho z Francji 0:3.

## Kariera w boksie zawodowym
Przeszedł na zawodowstwo w 2017. Walczy w wadze Junior średniej. Od listopada 2020 jest posiadaczem pasa interkontynentalnego organizacji WBO w tej kategorii.